# Campeonato Islandês de Futebol
A Úrvalsdeild Karla (em português: Divisão Seleta Masculina) é a primeira divisão da liga de futebol da Islândia. Por causa dos duros invernos na Islândia, ela é geralmente jogada na primavera e no verão. Ela é regulada pela Federação Islandesa de Futebol e é composta atualmente por 12 equipes.

## História
A primeira edição do atual Campeonato islandês foi realizada em 1912, quando o país ainda fazia parte do Reino da Dinamarca, e contou com a participação de três clubes: KR Reykjavíkur , Fram Reykjavík e Íþróttabandalag Vestmannaeyja. Todo o torneio foi disputado na capital durante três dias e, na partida decisiva, KR venceu o Fram por 3 a 2. Desde então, os principais clubes da ilha se reuniam todos os anos nos meses de verão para disputar uma liga de uma rodada. Este campeonato foi um dos poucos na Europa que não foi interrompido durante a Primeira Guerra Mundial e Segunda Guerra Mundial.
A Federação Islandesa de Futebol assumiu a organização após sua fundação em 1947. Seis anos depois, estabeleceu um sistema de promoção e rebaixamento com a criação da segunda categoria e, desde 1959, um calendário com partidas de ida e volta é disputado. Embora a Islândia seja membro da UEFA desde 1954, as suas equipas só se estrearam nas competições europeias na Taça dos Clubes Campeões Europeus de 1964–65.
O campeonato tem sido historicamente dominado por três clubes de Reykjavik - KR Reykjavíkur, Fram Reykjavík eKnattspyrnufélagið Valur - unidos em 1951 pelo primeiro campeão de outra cidade, Íþróttabandalag Akraness. Foi somente nos anos 90 que Knattspyrnufélag Akureyrar (1997) e do Íþróttabandalag Vestmannaeyja (1998) tiveram as suas primeiras vitórias. O futebol islandês, até então movido para os meses de verão devido a problemas climáticos, ganhou impulso no século XXI com a criação de estádios cobertos, a instalação de grama artificial e um plano de treinamento internacional para novos treinadores.

## Participantes

### Temporada (2023)
| Clube              | Estádio          | Localização                                | Posição em 2022    | Primeira temporada na Úrvalsdeild | Temporadas na Úrvalsdeild | Na Úrvalsdeild desde | N° de títulos da Úrvalsdeild | Primeiro título da Úrvalsdeild | Último título da Úrvalsdeild |
| ------------------ | ---------------- | ------------------------------------------ | ------------------ | --------------------------------- | ------------------------- | -------------------- | ---------------------------- | ------------------------------ | ---------------------------- |
| Breiðablik         | Kópavogsvöllur   | Kópavogur                                  | 1°(campeões)       | 1971                              | 38                        | 2006                 | 2                            | 2010                           | 2022                         |
| FH Hafnarfjordur   | Kaplakriki       | Hafnarfjörður                              | 10°                | 1975                              | 39                        | 2001                 | 8                            | 2004                           | 2016                         |
| Fram Reykjavík     | Laugardalsvöllur | Reykjavík (Grafarholt)                     | 9°                 | 1989                              | 100                       | 2022                 | 18                           | 1913                           | 1990                         |
| Fylkir Reykjavík   | Fylkisvöllur     | Reykjavík (Árbær)                          | 1°, 1. deild karla | 2007                              | 25                        | 2023                 | 0                            | -                              | -                            |
| HK                 | Kópavogsvöllur   | Kópavogur                                  | 2°, 1. deild karla | 1946                              | 6                         | 2023                 | 0                            | -                              | -                            |
| ÍBV Vestmannaeyjar | Hásteinsvöllur   | Vestmannaeyjar                             | 8°                 | 1978                              | 53                        | 2022                 | 3                            | 1979                           | 1998                         |
| KA Akureyri        | Akureyrarvöllur  | Akureyri                                   | 2°                 | 1958                              | 21                        | 2017                 | 1                            | 1989                           | 1989                         |
| Keflavík           | Nettóvöllurinn   | Reykjanesbær (Keflavík)                    | 7°                 | 1912                              | 55                        | 2021                 | 4                            | 1964                           | 1973                         |
| KR Reykjavík       | KR-völlur        | Reykjavík (Vesturbær)                      | 4°                 | 2015                              | 109                       | 1979                 | 27                           | 1912                           | 2019                         |
| UMF Stjarnan       | Stjörnuvöllur    | Garðabær                                   | 5°                 | 1990                              | 21                        | 2009                 | 1                            | 2014                           | 2014                         |
| KV Valur           | Hlíðarendi       | Reykjavík (Hlíðar/Miðborg)                 | 6°                 | 1915                              | 103                       | 2005                 | 23                           | 1930                           | 2020                         |
| KV Vikingur        | Víkingsvöllur    | Reykjavík(Fossvogur, Háaleiti og Bústaðir) | 3°                 | 1918                              | 72                        | 2014                 | 6                            | 1920                           | 2021                         |

## História do Campeonato

### Dados por temporada
Fonte[carece de fontes?]
| Temporada                 | Campeão                   | Vice-Campeão              | Terceiro                  | Maior artilheiro                                                 | Clube                                               | Gols                      |
| Liga Islandesa de Futebol | Liga Islandesa de Futebol | Liga Islandesa de Futebol | Liga Islandesa de Futebol | Liga Islandesa de Futebol                                        | Liga Islandesa de Futebol                           | Liga Islandesa de Futebol |
| ------------------------- | ------------------------- | ------------------------- | ------------------------- | ---------------------------------------------------------------- | --------------------------------------------------- | ------------------------- |
| 1912                      | KR Reykjavík              | KV Valur                  | ÍBV Vestmannæyjar         |                                                                  |                                                     |                           |
| 1913                      | Fram Reykjavík            | Não determinado           | Não determinado           |                                                                  |                                                     |                           |
| 1914                      | Fram Reykjavík            | Não determinado           | Não determinado           |                                                                  |                                                     |                           |
| 1915                      | Fram Reykjavík            | KV Valur                  | KR Reykjavík              |                                                                  |                                                     |                           |
| 1916                      | Fram Reykjavík            | KR Reykjavík              | KV Valur                  |                                                                  |                                                     |                           |
| 1917                      | Fram Reykjavík            | KR Reykjavík              | KV Valur                  |                                                                  |                                                     |                           |
| 1918                      | Fram Reykjavík            | KV Valur                  | KR Reykjavík              |                                                                  |                                                     |                           |
| 1919                      | KR Reykjavík              | Fram Reykjavík            | KV Vikingur               |                                                                  |                                                     |                           |
| 1920                      | KV Vikingur               | KR Reykjavík              | Fram Reykjavík            |                                                                  |                                                     |                           |
| 1921                      | Fram Reykjavík            | KV Valur                  | KR Reykjavík              |                                                                  |                                                     |                           |
| 1922                      | Fram Reykjavík            | KV Valur                  | KR Reykjavík              |                                                                  |                                                     |                           |
| 1923                      | Fram Reykjavík            | KV Valur                  | KR Reykjavík              |                                                                  |                                                     |                           |
| 1924                      | KV Vikingur               | KV Valur                  | KR Reykjavík              |                                                                  |                                                     |                           |
| 1925                      | Fram Reykjavík            | KV Vikingur               | KR Reykjavík              |                                                                  |                                                     |                           |
| 1926                      | KR Reykjavík              | KV Valur                  | Fram Reykjavík            |                                                                  |                                                     |                           |
| 1927                      | KR Reykjavík              | KV Valur                  | KV Vikingur               |                                                                  |                                                     |                           |
| 1928                      | KR Reykjavík              | KV Valur                  | Fram Reykjavík            |                                                                  |                                                     |                           |
| 1929                      | KR Reykjavík              | KV Valur                  | ÍBV Vestmannæyjar         |                                                                  |                                                     |                           |
| 1930                      | KV Valur                  | KR Reykjavík              | ÍBV Vestmannæyjar         |                                                                  |                                                     |                           |
| 1931                      | KR Reykjavík              | KV Valur                  | KV Vikingur               |                                                                  |                                                     |                           |
| 1932                      | KR Reykjavík              | KV Valur                  | ÍBA Akureyri              |                                                                  |                                                     |                           |
| 1933                      | KV Valur                  | KR Reykjavík              | Fram Reykjavík            |                                                                  |                                                     |                           |
| 1934                      | KR Reykjavík              | KV Valur                  | Fram Reykjavík            |                                                                  |                                                     |                           |
| 1935                      | KV Valur                  | KR Reykjavík              | Fram Reykjavík            |                                                                  |                                                     |                           |
| 1936                      | KV Valur                  | KR Reykjavík              | Fram Reykjavík            |                                                                  |                                                     |                           |
| 1937                      | KV Valur                  | KR Reykjavík              | Fram Reykjavík            |                                                                  |                                                     |                           |
| 1938                      | KV Valur                  | KV Vikingur               | Fram Reykjavík            |                                                                  |                                                     |                           |
| 1939                      | Fram Reykjavík            | KR Reykjavík              | KV Vikingur               |                                                                  |                                                     |                           |
| 1940                      | KV Valur                  | KV Vikingur               | KR Reykjavík              |                                                                  |                                                     |                           |
| 1941                      | KR Reykjavík              | KV Valur                  | KV Vikingur               |                                                                  |                                                     |                           |
| 1942                      | KV Valur                  | Fram Reykjavík            | KR Reykjavík              |                                                                  |                                                     |                           |
| 1943                      | KV Valur                  | KR Reykjavík              | Fram Reykjavík            |                                                                  |                                                     |                           |
| 1944                      | KV Valur                  | KR Reykjavík              | KV Vikingur               |                                                                  |                                                     |                           |
| 1945                      | KV Valur                  | KR Reykjavík              | Fram Reykjavík            |                                                                  |                                                     |                           |
| 1946                      | Fram Reykjavík            | KV Valur                  | KR Reykjavík              |                                                                  |                                                     |                           |
| 1947                      | Fram Reykjavík            | KV Valur                  | KR Reykjavík              |                                                                  |                                                     |                           |
| 1948                      | KR Reykjavík              | KV Valur                  | KV Vikingur               |                                                                  |                                                     |                           |
| 1949                      | KR Reykjavík              | Fram Reykjavík            | KV Valur                  |                                                                  |                                                     |                           |
| 1950                      | KR Reykjavík              | Fram Reykjavík            | ÍA Akranes                |                                                                  |                                                     |                           |
| 1951                      | ÍA Akranes                | KV Valur                  | KR Reykjavík              |                                                                  |                                                     |                           |
| 1952                      | KR Reykjavík              | ÍA Akranes                | Fram Reykjavík            |                                                                  |                                                     |                           |
| 1953                      | ÍA Akranes                | KV Valur                  | KV Vikingur               |                                                                  |                                                     |                           |
| 1954                      | ÍA Akranes                | KR Reykjavík              | Fram Reykjavík            |                                                                  |                                                     |                           |
| 1955                      | KR Reykjavík              | ÍA Akranes                | KV Valur                  | Thordur Thordarsson                                              |                                                     | 7                         |
| 1956                      | KV Valur                  | KR Reykjavík              | ÍA Akranes                | Thordur Thordarsson                                              |                                                     | 6                         |
| 1957                      | ÍA Akranes                | Fram Reykjavík            | KV Valur                  | Thordur Thordarsson                                              |                                                     | 6                         |
| 1958                      | ÍA Akranes                | KR Reykjavík              | KV Valur                  | Thordur Thordarsson                                              |                                                     | 10                        |
| 1959                      | KR Reykjavík              | ÍA Akranes                | Fram Reykjavík            | Thorolfur Beck                                                   |                                                     | 11                        |
| 1960                      | ÍA Akranes                | KR Reykjavík              | Fram Reykjavík            | Thorolfur Beck                                                   |                                                     | 15                        |
| 1961                      | KR Reykjavík              | ÍA Akranes                | KV Valur                  | Thorolfur Beck                                                   |                                                     | 16                        |
| 1962                      | Fram Reykjavík            | KV Valur                  | ÍA Akranes                | Ingvar Elisson                                                   |                                                     | 11                        |
| 1963                      | KR Reykjavík              | ÍA Akranes                | KV Valur                  | Skuli Hakonarson                                                 |                                                     | 9                         |
| 1964                      | ÍBK Keflavik              | ÍA Akranes                | KR Reykjavík              | Eyleifur Hafsteinsson                                            |                                                     | 10                        |
| 1965                      | KR Reykjavík              | ÍA Akranes                | ÍBK Keflavik              | Baldvin Baldvinsson                                              |                                                     | 11                        |
| 1966                      | KV Valur                  | ÍBK Keflavik              | ÍBA Akureyri              | Jon Johansson                                                    |                                                     | 10                        |
| 1967                      | KV Valur                  | Fram Reykjavík            | ÍBA Akureyri              | Hermann Gunnarsson                                               |                                                     | 12                        |
| 1968                      | KR Reykjavík              | Fram Reykjavík            | KV Valur                  | Kari Arnason Reynir Jonsson Olafur Larusson                      |                                                     | 8                         |
| 1969                      | ÍBK Keflavik              | ÍA Akranes                | KR Reykjavík              | Matthias Hallgrimsson                                            |                                                     | 9                         |
| 1970                      | ÍA Akranes                | Fram Reykjavík            | ÍBK Keflavik              | Hermann Gunnarsson                                               |                                                     | 14                        |
| 1971                      | ÍBK Keflavik              | ÍBV Vestmannæyjar         | Fram Reykjavík            | Steinar Johansson                                                |                                                     | 13                        |
| 1972                      | Fram Reykjavík            | ÍBV Vestmannæyjar         | ÍBK Keflavik              | Tomas Palsson                                                    |                                                     | 15                        |
| 1973                      | ÍBK Keflavik              | KV Valur                  | ÍBV Vestmannæyjar         | Hermann Gunnarsson                                               |                                                     | 17                        |
| 1974                      | ÍA Akranes                | ÍBK Keflavik              | KV Valur                  | Teitur Thodarson                                                 |                                                     | 9                         |
| 1975                      | ÍA Akranes                | Fram Reykjavík            | KV Valur                  | Matthias Hallgrimsson                                            |                                                     | 10                        |
| 1976                      | KV Valur                  | Fram Reykjavík            | ÍA Akranes                | Ingi Bjorn Albertsson                                            |                                                     | 16                        |
| 1977                      | ÍA Akranes                | KV Valur                  | ÍBV Vestmannæyjar         | Petur Petursson                                                  |                                                     | 16                        |
| 1978                      | KV Valur                  | ÍA Akranes                | ÍBK Keflavik              | Petur Petursson                                                  |                                                     | 19                        |
| 1979                      | ÍBV Vestmannæyjar         | ÍA Akranes                | KV Valur                  | Sigurlas Thorleifsson                                            |                                                     | 10                        |
| 1980                      | KV Valur                  | Fram Reykjavík            | ÍA Akranes                | Matthias Hallgrimsson                                            | KV Valur                                            | 15                        |
| 1981                      | KV Vikingur               | Fram Reykjavík            | ÍA Akranes                | Larus Gudmundsson Sigurlás Þorleifsson                           | KV Vikingur ÍBV Vestmannæyjar                       | 12                        |
| 1982                      | KV Vikingur               | ÍBV Vestmannæyjar         | KR Reykjavík              | Heimir Karlsson Sigurlás Þorleifsson                             | KV Vikingur ÍBV Vestmannæyjar                       | 10                        |
| 1983                      | ÍA Akranes                | KR Reykjavík              | Breiðablik Kópavogur      | Ingi Björn Albertsson                                            | KV Valur                                            | 14                        |
| 1984                      | ÍA Akranes                | KV Valur                  | ÍBK Keflavik              | Guðmundur Steinsson                                              | Fram Reykjavík                                      | 10                        |
| 1985                      | KV Valur                  | ÍA Akranes                | IT Þór                    | Ómar Torfason                                                    | Fram Reykjavík                                      | 13                        |
| 1986                      | Fram Reykjavík            | KV Valur                  | ÍA Akranes                | Gudmundur Torfason                                               | Fram Reykjavík                                      | 19                        |
| 1987                      | KV Valur                  | Fram Reykjavík            | ÍA Akranes                | Petur Ormslev                                                    | Fram Reykjavík                                      | 12                        |
| 1988                      | Fram Reykjavík            | KV Valur                  | ÍA Akranes                | Sigurjón Kristjánsson                                            | KV Valur                                            | 12                        |
| 1989                      | KA Akureyri               | FH Hafnarfjörður          | Fram Reykjavík            | Hordur Magnusson                                                 | FH Hafnarfjörður                                    | 13                        |
| 1990                      | Fram Reykjavík            | KR Reykjavík              | ÍBV Vestmannæyjar         | Hordur Magnusson                                                 | FH Hafnarfjörður                                    | 12                        |
| 1991                      | KV Vikingur               | Fram Reykjavík            | KR Reykjavík              | Hordur Magnusson Guðmundur Steinsson                             | FH Hafnarfjörður KV Vikingur                        | 13                        |
| 1992                      | ÍA Akranes                | KR Reykjavík              | IT Þór                    | Arnar Gunnlaugsson                                               | ÍA Akranes                                          | 15                        |
| 1993                      | ÍA Akranes                | FH Hafnarfjörður          | ÍBK Keflavik              | Thordur Gudjonsson                                               | ÍA Akranes                                          | 19                        |
| 1994                      | ÍA Akranes                | FH Hafnarfjörður          | Keflavík ÍF               | Mihajlo Biberčić                                                 | ÍA Akranes                                          | 14                        |
| 1995                      | ÍA Akranes                | KR Reykjavík              | ÍBV Vestmannæyjar         | Arnar Gunnlaugsson                                               | ÍA Akranes                                          | 15                        |
| 1996                      | ÍA Akranes                | KR Reykjavík              | ÍF Leiftur Olafsfjörður   | Ríkharður Daðason                                                | KR Reykjavík                                        | 14                        |
| 1997                      | ÍBV Vestmannæyjar         | ÍA Akranes                | ÍF Leiftur Olafsfjörður   | Tryggvi Guðmundsson                                              | ÍBV Vestmannæyjar                                   | 19                        |
| 1998                      | ÍBV Vestmannæyjar         | KR Reykjavík              | ÍA Akranes                | Steingrímur Jóhannesson                                          | ÍBV Vestmannæyjar                                   | 16                        |
| 1999                      | KR Reykjavík              | ÍBV Vestmannæyjar         | ÍF Leiftur Olafsfjörður   | Steingrímur Jóhannesson                                          | ÍBV Vestmannæyjar                                   | 12                        |
| 2000                      | KR Reykjavík              | ÍF Fylkir                 | UMF Grindavík             | Andri Sigþórsson Guðmundur Steinarsson                           | KR Reykjavík                                        | 14                        |
| 2001                      | ÍA Akranes                | ÍBV Vestmannæyjar         | FH Hafnarfjörður          | Hjörtur Hjartarson                                               | ÍA Akranes                                          | 15                        |
| 2002                      | KR Reykjavík              | ÍF Fylkir                 | UMF Grindavík             | Grétar Hjartarson                                                | UMF Grindavík                                       | 13                        |
| 2003                      | KR Reykjavík              | FH Hafnarfjörður          | ÍA Akranes                | Björgólfur Takefusa                                              | KR Þróttur                                          | 10                        |
| 2004                      | FH Hafnarfjörður          | ÍBV Vestmannæyjar         | ÍA Akranes                | Gunnar Heidar Thorvaldsson                                       | ÍBV Vestmannæyjar                                   | 12                        |
| 2005                      | FH Hafnarfjörður          | KV Valur                  | ÍA Akranes                | Tryggvi Guðmundsson                                              | FH Hafnarfjörður                                    | 16                        |
| 2006                      | FH Hafnarfjörður          | KR Reykjavík              | KV Valur                  | Marel Jóhann Baldvinsson                                         | Breiðablik Kópavogur                                | 11                        |
| 2007                      | KV Valur                  | FH Hafnarfjörður          | ÍA Akranes                | Jónas Grani Garðarsson                                           | Fram Reykjavík                                      | 13                        |
| 2008                      | FH Hafnarfjörður          | Keflavík ÍF               | Fram Reykjavík            | Guðmundur Steinarsson                                            | Keflavík ÍF                                         | 16                        |
| 2009                      | FH Hafnarfjörður          | KR Reykjavík              | ÍF Fylkir                 | Björgólfur Takefusa                                              | KR Reykjavík                                        | 16                        |
| 2010                      | Breiðablik Kópavogur      | FH Hafnarfjörður          | ÍBV Vestmannæyjar         | Alfreð Finnbogason Atli Viðar Björnsson Gilles Daniel Mbang Ondo | Breiðablik Kópavogur FH Hafnarfjörður UMF Grindavík | 14                        |
| 2011                      | KR Reykjavík              | FH Hafnarfjörður          | ÍBV Vestmannæyjar         | Garðar Jóhannsson                                                | UMF Stjarnan                                        | 15                        |
| 2012                      | FH Hafnarfjörður          | Breiðablik Kópavogur      | ÍBV Vestmannæyjar         | Atli Guðnason                                                    | FH Hafnarfjörður                                    | 12                        |
| 2013                      | KR Reykjavík              | FH Hafnarfjörður          | UMF Stjarnan              | Gary John Martin Atli Viðar Björnsson Viðar Örn Kjartansson      | KR Reykjavík FH Hafnarfjörður ÍF Fylkir             | 13                        |
| 2014                      | UMF Stjarnan              | FH Hafnarfjörður          | KR Reykjavík              | Gary John Martin                                                 | KR Reykjavík                                        | 13                        |
| 2015                      | FH Hafnarfjörður          | Breiðablik Kópavogur      | KR Reykjavík              | Patrick Pedersen                                                 | KV Valur                                            | 13                        |
| 2016                      | FH Hafnarfjörður          | UMF Stjarnan              | KR Reykjavík              | Garðar Gunnlaugsson                                              | ÍA Akranes                                          | 14                        |
| 2017                      | KV Valur                  | UMF Stjarnan              | FH Hafnarfjörður          | Andri Rúnar Bjarnason                                            | UMF Grindavík                                       | 19                        |
| 2018                      | KV Valur                  | Breiðablik Kópavogur      | UMF Stjarnan              | Patrick Pedersen                                                 | KV Valur                                            | 17                        |
| 2019                      | KR Reykjavík              | Breiðablik Kópavogur      | FH Hafnarfjörður          | Gary John Martin                                                 | KV Valur ÍBV Vestmannæyjar                          | 14                        |
| 2020                      | KV Valur                  | FH Hafnarfjörður          | UMF Stjarnan              | Steven Lennon                                                    | FH Hafnarfjörður                                    | 17                        |
| 2021                      | KV Valur                  | FH Hafnarfjörður          | UMF Stjarnan              | Steven Lennon                                                    | KV Vikingur                                         | 16                        |
| 2022                      | Breiðablik Kópavogur      | KA Akureyri               | KV Vikingur               | Nökkvi Þeyr Þórisson Guðmundur Magnússon                         | KA Akureyr Fram Reykjavík                           | 17                        |
| 2023                      | KV Vikingur               | KV Valur                  | UMF Stjarnan              | Emil Atlason                                                     | UMF Stjarnan                                        | 17                        |

### Títulos por clubes
Fonte:
| Time                 | Títulos | Vices-campeonatos | Anos dos títulos |
| -------------------- | ------- | ----------------- | --- |
| KR Reykjavík         | 27      | 24                | 1912, 1919, 1926, 1927, 1928, 1929, 1931, 1932, 1934, 1941, 1948, 1949, 1950, 1952, 1955, 1959, 1961, 1963, 1965, 1968, 1999, 2000, 2002, 2003, 2011, 2013, 2019 |
| KV Valur             | 23      | 28                | 1930, 1933, 1935, 1936, 1937, 1938, 1940, 1942, 1943, 1944, 1945, 1956, 1966, 1967, 1976, 1978, 1980, 1985, 1987, 2007, 2017, 2018, 2020                         |
| Fram Reykjavík       | 18      | 14                | 1913, 1914, 1915, 1916, 1917, 1918, 1921, 1922, 1923, 1925, 1939, 1946, 1947, 1962, 1972, 1986, 1988, 1990                                                       |
| ÍA Akranes           | 18      | 12                | 1951, 1953, 1954, 1957, 1958, 1960, 1970, 1974, 1975, 1977, 1983, 1984, 1992, 1993, 1994, 1995, 1996, 2001                                                       |
| FH Hafnarfjörður     | 8       | 10                | 2004, 2005, 2006, 2008, 2009, 2012, 2015, 2016 |
| KV Vikingur          | 7       | 3                 | 1920, 1924, 1981, 1982, 1991, 2021, 2023 |
| ÍBK Keflavik         | 4       | 1                 | 1964, 1969, 1971, 1973 |
| ÍBV Vestmannæyjar    | 3       | 6                 | 1979, 1997, 1998 |
| Breiðablik Kópavogur | 2       | 5                 | 2010, 2022 |
| UMF Stjarnan         | 1       | 2                 | 2014 |
| KA Akureyri          | 1       | 1                 | 1989 |
| Fylkir Reykjavík     | 0       | 2                 | - |